# Château Canon (Saint-Émilion)

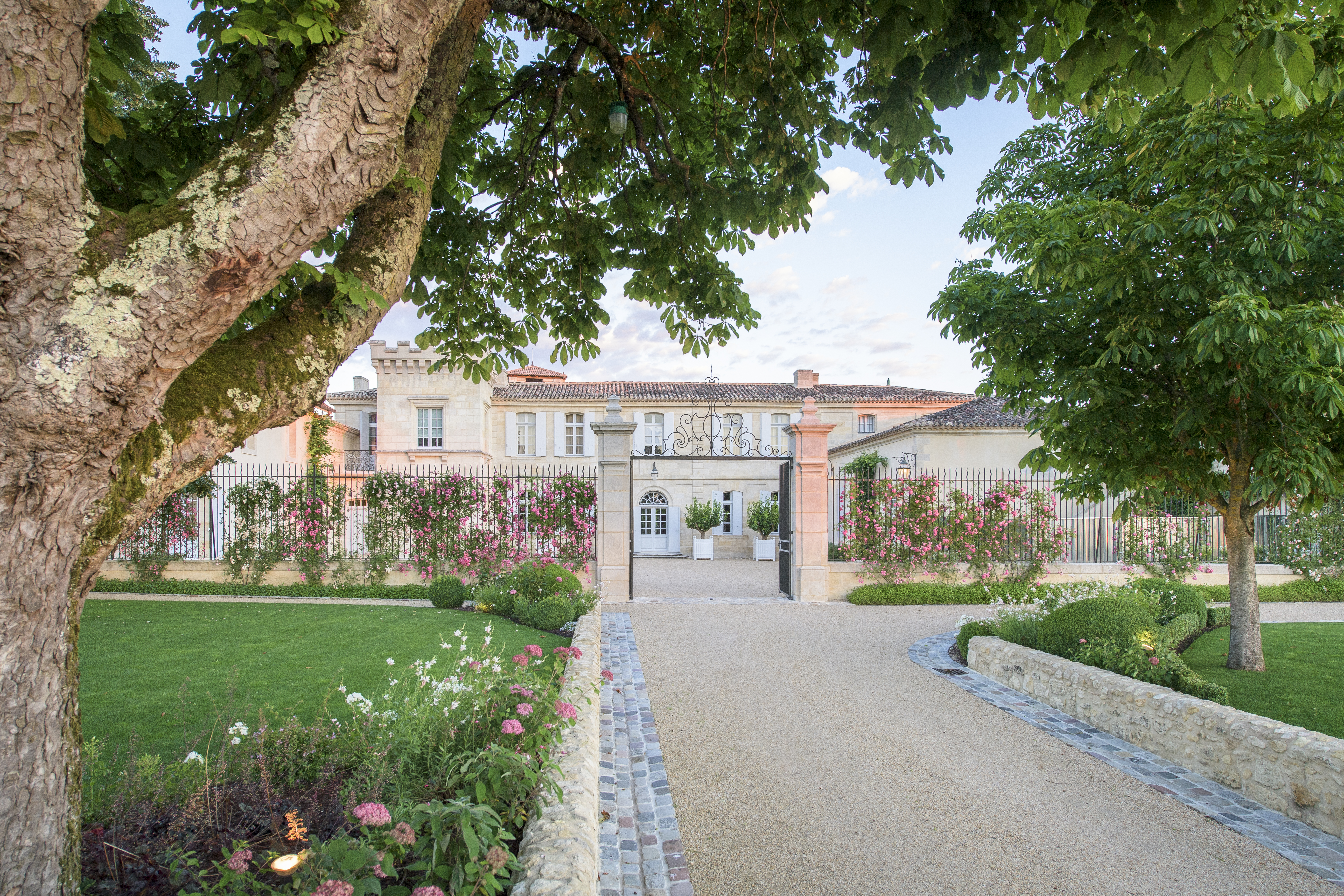
Eingangstor zum Weingut Château Canon

Château Canon (früher auch Clos St-Martin) ist eines der bedeutenden und traditionsreichsten Weingüter der französischen Gemeinde Saint-Émilion in der Region von Bordeaux. In der Hierarchie der Rotweine von Saint-Émilion gehört es als Premier Grand Cru classé B (seit 1955 ununterbrochen eingestuft), der zweithöchsten Stufe an (siehe auch den Artikel Bordeauxwein (Klassifikation)). Der seit 1986 produzierte Zweitwein heißt seit 2012 Croix Canon (von 1986 bis 1996 Clos J. Kanon und bis 2011 auch Clos Canon benannt).Der Name des Weinguts leitet sich vom ehemaligen Besitzer Jacques Kanon ab. Das Weingut ist Mitglied der 1973 gegründeten Union des Grands Crus de Bordeaux.

## Lage, Boden und Rebsorten
Das Château befindet sich zentral gelegen innerhalb des Gebietes der Appellation von Saint Émilion, nur Unweit von der Kirche der Gemeinde Saint-Émilion entfernt. Die 34 Hektar großen Weinberge liegen überwiegend auf dem nach Norden hin abfallenden Kalksteinplateau von Saint-Émilion. Im Norden schließen die Rebflächen von Clos Fourtet an. Weiter westlich liegen die Weinberge von Château Beauséjour Duffau-Lagarrosse und Château Beau-Séjour Bécot. Südlich von Canon liegt das Weingut Château Magdelaine.
Von den 34 Hektar liegen 13 Hektar in unmittelbarer Umgebung des Weinguts. Dieser Teil der Rebfläche ist von einer mehr als 3 km langen Steinmauer umgeben (Clos).
Während auf dem lehmig-kalkigen Plateau generell überwiegend Merlot angebaut wird, eignet sich der sandig-lehmige Boden weiter südlich mehr für den Anbau von Cabernet Franc. Der Rebsortenspiegel sieht daher wie folgt aus: auf den Merlot entfällt ein hoher Anteil von 80 %; die Rebsorte Cabernet Franc belegt die restlichen 20 %. In den 1990er Jahren lag der Anteil des Merlot noch bei 65 %. Bemerkenswert ist, dass das heutige Weingut auf dem Gelände eines ehemaligen Untertage-Steinbruchs liegt. Das Weingut verfügt daher über 30 km lange, in den Fels geschlagene Galerien, die sich auf verschiedene Ebenen verteilen und zu insgesamt 13 ha großen Gewölbehallen führen, die sich 8 bis 12 m unter der Oberfläche befinden. Je nach Parzelle liegt die Bestockungsdichte bei 5500 – 6500 Rebstöcke je Hektar.

## Der Wein
Das mittlere Alter der Reben liegt bei 30 Jahren (Stand 2021). Die Trauben werden von Hand gelesen, entrappt und im Keller nochmals mehrfach nachsortiert. Die Gärung findet in temperaturgeregelten Edelstahlbehältern statt. Der Wein wird zügig in Barriquefässer transferiert, wo er ca. 18 Monate lang verbleibt. Verwendet wird jahrgangsabhängig 50 – 70 % neues Holz. Die malolaktische Gärung erfolgt im Holzfass.

## Geschichte
Die ersten bekannten Besitzer des ehemaligen „Bourdieu Saint-Martin“ waren die Mitglieder der Familie Biès. Am 2. oder 11. April 1760 (variiert je nach Quelle) verkaufte Jean Biès der Ältere, ein ehemaliger Leibwächter des französischen Königs in der Schottische Garde des Ancien Régime, aufgrund einer undurchsichtigen Familienangelegenheit den Bourdieu Saint-Martin für 40.400 Livres an einen aus Blaye stammenden Fregattenleutnant und Korsaren namens Jacques Kanon (1726–1800). Mit dieser Summe kaufte Jean Biès der Ältere ab Juni 1760 das Gut Château Les Rochers in Preignac.
Zum Zeitpunkt des Kaufs bestand das Anwesen aus einem 13 Hektar großen, von einer Mauer umgebenen Clos und war- für damalige Verhältnisse ungewöhnlich – bereits vollständig dem Weinanbau gewidmet. Jacques Kanon investierte große Geldsummen (historische Quellen sprechen von 20.000 Livres) in sein Anwesen und vergrößerte es, indem er sieben kleine Parzellen neben dem ummauerten Weinberg kaufte. Auf diesen Parzellen ließ er neue Weinkeller und das Gutsgebäude errichten, das 1767 fertiggestellt wurde. Am 4. Dezember 1770 verkaufte Jacques Kanon das Anwesen „Bourdieu Saint-Martin“ für 80.000 Livres an Raymond Fontémoing, Händler und Besitzer des Château Canon de Fronsac. Fontémoing benannte den Besitz in Clos Saint-Martin um. Jacque Kanon emigrierte nach Haiti und erwarb mit dem Verkaufserlös eine Zuckerrohrplantage bei Jérémie.
Nach dem Tod von Raymond Fontémoing im Jahr 1800 erbte sein letztgeborener Sohn Jean-Raymond Clos Saint-Martin. Nach dessen Tod 7 Jahre später übernahm seine Schwester Jeanne de Tranchère, Witwe des ehemaligen Verwalters des Departements Gironde Arnaud-Valentin de Tranchère, die Leitung des Weinguts. 1815 heiratet sie in zweiter Ehe Ferdinand Auguste Joseph Hovyn (1780–1859). Ihr Sohn Jules Hovyn de Tranchère übernahm später die Leitung des Weinguts. In seine Amtszeit fällt 1853 die Umbenennung des Weinguts in Château Canon Saint-Émilion.
1857 verkaufte Jules Hovyn de Tranchère das Château Canon Saint-Émilion für 92.000 Francs an Bertrand Henri de Bonneval (1806–1882). Die Gesamtfläche des Weinguts betrug beim Verkauf 18 Hektar.
Nach dem Tod des Comte Henri de Bonneval wurde Château Canon 1883 an Honoré-Maurice Domecq-Cazaux verkauft. Es folgte eine schwierige Zeit, in der der europäische Weinbau durch mehrere Krisen erschüttert wurde: Echter Mehltau, falscher Mehltau und zuletzt die Reblauskrise. Domecq-Cazaux musste sich aufgrund der schwierigen Lage nur wenige Jahre nach dem Ankauf von Château Canon trennen. Das Weingut wurde von Félix Guignard übernommen. Er ließ die Weinberge in den nächsten Jahren mit reblausresistenten, gepfropften Reben neu bepflanzen. Guignard griff dabei auf die Expertise Louis Pierre Hisman Peyraud, Mediziner und Eigner von Château Canon-La Gaffelière zurück. Peyraud sowie seine Frau, Marie-Louise Boitard de la Poterie übernahmen die technische Leitung des Guts.
1919 kaufte der Weingutsbesitzer Gabriel Supau (Château Broustet in Barsac) Château Canon und übergab es seiner Tochter Henriette, die mit dem Anwalt und Weinhändler André Fournier verheiratet war. Nach dem Zweiten Weltkrieg leitete deren Sohn Pierre Fournier die Geschicke des Weinguts. Im Jahr 1955 wurde Château Canon als Premier Grand Cru Classé in der Klassifizierung der Saint-Emilion Weine eingestuft. Infolge starker Frostschäden im Jahr 1956 wurden große Rebflächen neuangelegt.
Unter der Leitung von Éric Fournier installierten die Besitzer 1976 temperaturgeregelte Gärbehälter aus Holz. 9 Jahre später war auch die Instandsetzung des Gutsgebäudes abgeschlossen. In den 1990er Jahren kämpfte Château Canon mit zunehmenden Ertragsverlusten durch veraltete Rebstöcke. Seit 1981 baute die Familie Fournier auch die Weine von Château Franc-Grâce Dieu aus. Diese Zusammenarbeit endete 1996.
Im September 1996 kauften die Gebrüder Alain, Charles und Gérard Wertheimer (Eigner von Chanel und Château Rauzan-Ségla) Château Canon mit seinen 18 Hektar Fläche für ca. 110 Millionen Francs. Unmittelbar nach dem Erwerb starteten umfangreiche Neuanpflanzungen zum Ersatz der krankheitsbefallenen Rebstöcke sowie Erneuerungen im Weinkeller. Durch insgesamt 24 temperaturgeregelte Edelstahlbehälter mit einer jeweiligen Kapazität von 5600 bis 9800 Liter können die einzelnen Rebparzellen individuell ausgebaut und später je nach Bedarf verschnitten werden. Darüber hinaus wurden die Weinkeller klimatisiert. Seit dem Jahr 2002 wurden die Pumpen aus dem Vinifizierungsprozess verbannt. Das Umfüllen in andere Behälter erfolgt durch Schwerkraft. 2006 wurden schließlich die seit 1976 eingesetzten Holz-Gärbehälter durch doppelwandige Edelstahlbehälter ersetzt. Unter Leitung des Architekts Peter Marino endete 2015 die Renovierung des Hauptgebäudes.
Im Jahr 2000 kauften die Wertheimers Château Curé Bon la Madeleine und die 4,4 Hektar Rebfläche ging nach Genehmigung durch die INAO im Besitz von Château Canon auf.
Im Juni 2011 erwarb die Familie Wertheimer des benachbarte, 12 Hektar umfassende Château Matras für 8 Millionen Euro. Lediglich 1,18 Hektar mit der Rebsorte Cabernet Franc wurde anlässlich der Klassifizierung im Jahr 2012 in die Parzelle von Château Canon integriert und die restlichen 11 Hektar gehen in den Zweitwein ein, der seitdem Croix Canon heißt.
Im Mai 2014 übernahm Nicolas Audebert die operative Leitung von Château Canon und Château Rauzan-Ségla und ersetzte damit den langjährigen Leiter, John Kolasa. Audebert hatte vorher für das Champagnerhaus Krug sowie später für Cheval des Andes in Argentinien gearbeitet. Önologischer Berater ist seitdem (Stand 2023) Gilles Pauquet.
Das im Oktober 2017 erworbene Château Berliquet mit seinen 10 Hektar Rebfläche wird zwar ebenfalls von Nicolas Audebert geleitet, aber eigenständig ausgebaut.